# Hrvatsko ratno zrakoplovstvo
Hrvatsko ratno zrakoplovstvo (HRZ) grana je Oružanih snaga Republike Hrvatske za zračno ratovanje. Njegova je zadaća prvenstveno očuvanje suvereniteta hrvatskog zračnog prostora i pružanje zrakoplovne potpore drugim granama tijekom zajedničkih operacija.
Misija HRZ-a jest praćenje i zaštita zračnog prostora Republike Hrvatske, sudjelovanje u zajedničkim i međunarodnim vojnim operacijama pod vodstvom NATO-a/UN-a/EU-a te provođenje operacija pružanja pomoći civilnim institucijama u zemlji. Hrvatsko ratno zrakoplovstvo ima 1500 pripadnika, od čega je oko 200 pilota. Udio žena je 13,44%.
Nakon što je u vrijeme Domovinskog rata HRZ opremljen opremom sovjetskog podrijetla, počev od 2016. godine HRZ se popunjava helikopterima i borbenim avionima zapadnoga (američkog i francuskog) podrijetla. 

## Povijest zrakoplovstva

### Formiranje i Domovinski rat
Hrvatsko ratno zrakoplovstvo službeno je osnovano odlukom tadašnjeg predsjednika Republike Hrvatske Franje Tuđmana 12. prosinca 1991. godine, za vrijeme Domovinskog rata. Početci ipak sežu nešto više od godinu dana ranije: kamen temeljac Hrvatskog ratnog zrakoplovstva bila je uspostava zrakoplovne skupine pri Zapovjedništvu Zbora narodne garde. Osnovna ideja bila je okupiti pilote i druge zrakoplovce koji su napustili JNA, pružiti stručnu pomoć postrojbama ZNG-a te stvoriti jedinstveni sustav zemaljskog promatranja, izvještavanja i protuzračne obrane Republike Hrvatske.
Dana 17. listopada 1990. godine na Sportskoj zračnoj luci Sinj na Piketu formirana je zračna borbena skupina kao jezgra budućeg Hrvatskog ratnog zrakoplovstva. Osnovali su ga piloti sinjskih i splitskih aeroklubova; Matko Raos, Goran Kovačević, Nediljko Ivačić i Mladen Krstulović, kao i tadašnji tajnik Tajništva za narodnu obranu Općine Sinj, Branimir Petričević, te operater materijalno-tehničkog sredstva u istom Tajništvu, Neven Bazina, formirali su zračno-borbenu grupu. Zapovjednik ove skupine bio je Matko Raos, sada umirovljeni brigadir. Skupina se širila i djelovala samostalno do 28. travnja 1991. godine, kada je službeno dobila status samostalnog zračnog voda u sklopu novoosnovane 4. brigade Hrvatske narodne garde. Do 3. siječnja 1992. godine bili su dio 4. brigade, nakon čega su piloti prebačeni u Hrvatsko ratno zrakoplovstvo, a padobranci su ostali kao diverzantska skupina unutar 4. gardijske brigade. Kroz sinjsku skupinu prošla su ukupno 24 borca; 5 ih je poginulo, jedan je nestao (borbe na Kupresu), dvoje je poginulo, a tijekom rata četvero ih je teško ranjeno. Od početka rata do 7. veljače 1992. vod je djelovao s 4. gardijskom brigadom, kada je prvi odjel pao pod Hrvatsko ratno zrakoplovstvo, a drugi je ostao u gardijskim snagama. Najvažniji je bio samostalni zrakoplovni vod Osijek, koji je 8. listopada 1991. osnovao jedan od "očeva" Hrvatskog ratnog zrakoplovstva i junak Domovinskog rata Marko Živković, koji je poginuo u akciji 2. prosinca 1991. godine s ostatkom posade zrakoplova. Samostalni zračni vod Osijek opskrbljivao je braniteljima Vukovara oružjem i medicinskim potrepštinama te tijekom vukovarske bitke improviziranim bombama (tzv. kotlovskom bombom) izvodio napade na neprijateljske položaje), nanoseći velike moralne i materijalne gubitke JNA i pobunjenim Srbima.
Prve borbene operacije izvode se ultra lakim zrakoplovima koji, naoružani s osam bombi kalibra 3-4 kg, domaćeg dizajna, napadaju s malih visina u sumrak ili noću. Borbene operacije izvode i zrakoplovi UTVA 75, koji su naoružani s četiri M79 Osa i raznim bombama. Napad je obavljen uglavnom noću, s malih visina iz smjera koji je najmanje branjen. Jedna od najznačajnijih borbenih akcija UTVA 75 bio je napad na RTV odašiljač Čelavac, koji je ovim napadom privremeno onesposobljen. UTVA 75 je tom prilikom pogođena pješačkom vatrom, ali kako nije bilo značajnijih oštećenja, piloti su se sigurno vratili iz misije. Zbog neprijateljske protuzračne obrane i ograničenih mogućnosti zrakoplova, svi letovi izvedeni su do 50 metara visine i u najvećoj tajnosti. Uskoro će započeti intenzivna obuka i prekvalifikacija pilota za zrakoplov An-2, koji će postati osnovni zrakoplov Hrvatskog ratnog zrakoplovstva, posebno za prijevoz ranjenika i medicinskih potrepština.
Kasnije, kako je rat odmicao, borbeni zrakoplovi MiG-21, borbeni helikopteri Mil Mi-24 te transportni helikopteri Mil Mi-8 i Mil Mi-17 postali su dio Hrvatskog ratnog zrakoplovstva. Naoružanje i oprema za Hrvatsko ratno zrakoplovstvo nabavljali su se u inozemstvu u tajnim operacijama – naime, bilo je zabranjeno izvoziti oružje na teritorij bivše Jugoslavije pogođene ratom – kupovali su se u inozemstvu; prije svega nabavljeni su borbeni zrakoplovi sovjetske proizvodnje za čije su rukovanje hrvatski piloti i tehničko osoblje obučeni tijekom ranije službe u JNA. Prva 3 borbena zrakoplova u zračne baze pod nadzorom hrvatskih vlasti prevezli su bivši piloti JRZ-a: Danijel Borović, Ivica Ivandić i Ivan Selak.
Jedan izvor tvrdi da se nabava zrakoplova za Hrvatsko ratno zrakoplovstvo obavljala preko Ukrajine. Krajem 1993. i početkom 1994. iz bivših srednjoazijskih republika SSSR-a nabavljeno je 40 zrakoplova MIG-21 proizvedenih između 1972. i 1980., od kojih su 24 uključena u eskadrile, a 16 kao zalihe rezervnih dijelova. Sredinom 1993. nabavljeno je 15 borbenih helikoptera Mil Mi-24. Drugi izvori tvrde da se nabava oružja i zrakoplova - uključujući transportne helikoptere sovjetskog podrijetla - obavljala u tajnim operacijama putem veza u Rusiji. Dio poslova bio je i postrojba borbenih helikoptera Mi-24 s ruskim pilotima, budući da Hrvatsko ratno zrakoplovstvo nije imalo kapacitete jer JNA prije rata nije imala takve sustave naoružanja, dio svojih oružanih snaga.
Tijekom 1995. godine, u odlučujućim oslobodilačkim operacijama, Hrvatsko ratno zrakoplovstvo se dokazalo da je postalo važna borbena sastavnica Oružanih snaga RH. Tada su, između ostalog, izvođene akcije zaštite zračnog prostora, borbenih djelovanja i zračnoga desanta.

### Modernizacija NATO-ovom opremom
Nakon 2003. godine veliki dio flote je moderniziran ili potpuno remontiran, a ostatak zastarjele flote je povučen. Hrvatska je tijekom tog razdoblja nabavila i novoizgrađene transportne helikoptere, vatrogasne zrakoplove i zrakoplove za osnovnu obuku.
Unatoč početnim planovima za zamjenu flote MiG-21 višenamjenskim zrakoplovom 2013. godine (odgođeno u odnosu na 2011. zbog financijske krize) i službenom natječaju koji je objavljen 2008. godine, stalna proračunska ograničenja dovela su do odustajanja od tih planova. Kao mjera uštede troškova, donesena je odluka da se ponovno remontira sedam ispravnih zrakoplova koji su već u upotrebi i nadopune s pet dodatnih zrakoplova tvrtke Ukrspecexport. Počasnim preletom iznad Kninske tvrđave 5. kolovoza 2024., u sklopu proslave 29. obljetnice operacije Oluja, MiG-21 je  poslan u zasluženo umirovljenje. Načelnik Glavnog stožera Tihomir Kundid rekao je tom prigodom da ovim preletom MiG-21 ulazi u povijest, a počinje nova era Rafalea.
Nakon više od 10 godina u hrvatskoj službi i velikog uspjeha u operaciji Oluja, vlada je 2005. godine konačno odlučila umiroviti eskadrilu od sedam helikoptera Mil Mi-24V zbog skupe modernizacije. Planovi za prodaju šest Mil Mi-24 Gruziji napušteni su krajem 2006. pod političkim pritiskom Rusije. Još jedan pokušaj prodaje sedam Mil Mi-24V 2015. godine nije uspio, te su preostali primjerci završili svoj život u skladištu i javnom izlaganju.  Ulogu helikoptera za oružanu potporu preuzeli su novi Mi-171 nabavljeni 2007. godine od Ruske Federacije, ali cijela eskadrila jurišnih helikoptera bit će oživljena 2015. godine nabavom do 16 Bell OH-58D Kiowa Warrior. 
Flota helikoptera bila je opremljena uglavnom ruskim Mil Mi-17 i njihovim derivatima. Flota je uključivala tri teretna helikoptera Mil Mi-8 i 11 Mil Mi-8MTV-1 (također poznatih kao Mil Mi-17-1V), koji su prošli remont između 2003. i 2005. godine. Serija od 6 Mil Mi-8MTV-1 ponovno je podvrgnuta remontu 2013. i 2014. godine, dok će preostalih 8 jedinica uslijediti 2014. i 2015. godine. Ministarstvo obrane RH razmatralo je mogućnost prodaje svih helikoptera Mil Mi-8 nakon remonta i njihove zamjene s do 15 UH-60L Black Hawk nakon 2017. godine. Hrvatska je 2023. u sklopu vojne pomoći Ukrajini premjestila 14 helikoptera: dvanaest Mil Mi-8MTV-1 i dva Mil Mi-8T, koji su povučeni iz Oružanih snaga Republike Hrvatske.
Hrvatsko ratno zrakoplovstvo koristilo je dva taktička transportera Antonov An-32B (izgrađena 1991. i 1993.) do 2013. godine. Oba zrakoplova prošla su dvostupanjsku modernizaciju 2004. i 2007. godine. Opremljeni su navigacijskom i komunikacijskom opremom NATO-ovog standarda, dodatnim sustavima za utovar/istovar i raspršivačima baklji. Obavljali su humanitarne i padobranske misije te podržavali međunarodne vojne obveze Hrvatske kao što su ISAF i KFOR. Zbog proračunskih ograničenja oba zrakoplova su ponuđena na prodaju.  Godine 2024. oba An-32 donirana su Ukrajini.  U nacrtu strateškog pregleda obrane, hrvatska vlada najavila je da se prije 2020. neće kupiti novi taktički transportni zrakoplovi, čime se Hrvatska oslanja na svoje NATO partnere za prijevoz fiksnih krila.

## Status
Uz trenutno uvođenje borbenih zrakoplova Rafale u Hrvatsko ratno zrakoplovstvo, isti zrakoplovi privremeno neće sudjelovati u NATO-ovoj Quick Reaction Alert kako ne bi utjecalo na intenzitet obuke pilota i sigurnost samog leta. Taj će se zadatak privremeno obavljati iz zračnih baza susjednih savezničkih zemalja Italije i Mađarske. Mađarska će biti zadužena za ophodnju kontinentalnog dijela hrvatskog teritorija, a Italija će s druge strane biti zadužena za osiguranje obalnih područja hrvatskog teritorija.Smatra se da će zrakoplovi postići početnu operativnu sposobnost krajem 2025. godine. 
U vezi same opreme koje raspolažu borbeni zrakoplovi Rafale, prema riječima zapovjednika Hrvatskog ratnog zrakoplovstva Michaela Križanca, zrakoplovi imaju isti standard opreme i sposobnosti kao i oni koje koriste Francuzi. Napomenuo je da su zrakoplovi, što se tiče glavnih borbenih sustava, poput onog za samozaštitu, potpuno identični francuskim, te da hrvatski Rafale mogu, kako je naveo, "koristiti i pucati iz svih vrsta oružja poput francuskog". Nije želio detaljno otkriti kojim će vrstama ubojitih sredstava zrakoplovi biti naoružani. Križanec je naveo da će Rafale biti popraćen "kompletnim setom oružja za sve vrste obrambenih i ofenzivnih zadaća" za "sve vrste dometa" te potvrdio da se nabavljaju krstareće rakete. 
Obuka pilota provodi se na nekoliko tipova zrakoplova. Hrvatska je 1996. godine naručila deset Bell 206B-3 JetRangera, vrijednih 15 milijuna dolara s obukom i podrškom, za obuku pilota helikoptera u svojim zračnim snagama. Od isporuke 1997. godine dvije su izgubljene u nesrećama. Letačka obuka uključuje osnovno, navigacijsko, osnovno instrumentalno, noćno, grupno, napredno instrumentalno, namjensko i osnovno NVG letenje. 
Krajem 2007. godine nabavljeno je pet novih osnovnih trenažera Zlín Z 242L kako bi se zamijenila flota od sedam starih UTVA 75 (četiri su već bila umirovljena). Ugovor je bio vrijedan nešto manje od 2 milijuna dolara. Razmatrana je opcija za tri dodatna osnovna trenera, ali nije iskorištena. 
Međutim, okosnicu flote za obuku čini 14 naprednih trenažnih zrakoplova Pilatus PC-9M koji ujedno čine i najbrojniji tip zrakoplova u hrvatskoj službi. 3 bivša primjerka RAAF PC-9A pretvorena su u standard PC-9M odmah po isporuci 1996. godine. Još 17 naručeno je 1997. godine pod ugovorom vrijednim oko 100 milijuna dolara. Njima upravlja i nacionalna akrobatska grupa pod nazivom Krila Oluje. Veličina flote i objekti u zračnoj bazi Zemunik omogućuju Hrvatskom ratnom zrakoplovstvu da ponudi naprednu obuku pilota drugim zemljama, ali nedostatak HUD-ova, HOTAS-a i oružanih postaja na hrvatskim PC-9M-ovima ograničava korisnost hrvatskog programa napredne obuke.
Nakon strašne sezone požara tijekom ljeta 2007. godine (12 vatrogasaca izgubilo je život na Kornatima), Hrvatska je pristala kupiti dva nova vodena bombardera Canadair CL-415 i pet vodenih bombardera Air Tractor AT-802. Oni su se pridružili floti od četiri relativno nova protupožarna zrakoplova koji su već bili u službi. Cijeli posao projiciran je na 70 milijuna dolara. Takvom akvizicijom Hrvatska je postala vodeća sila u gašenju požara iz zraka na Mediteranu s obzirom na broj stanovnika i površinu. Hrvatsko ratno zrakoplovstvo drži svjetski rekord od 160 ispuštanja vode od strane jedne posade u jednom danu, što predstavlja u prosjeku jedan pad svake tri minute u trajanju od osam sati. 
Godine 2006. potpisan je ugovor o isporuci 10 novih transportno-jurišnih helikoptera Mi-171Sh s Rusijom, što je djelomično plaćanje starog ruskog duga. Sama narudžba vrijedila je 65 milijuna dolara. Novi tip razlikuje se od onih koji su već u upotrebi po tome što ima teretnu rampu umjesto preklopnih vrata, veća bočna vrata, raspršivače baklji, dodatni oklop oko kokpita i teretnog prostora, opremu uređaja za noćno gledanje, stupove topnika na vratima, raketne bacače itd. Cijela eskadrila od 10 helikoptera ušla je u službu do srpnja 2008. Dva dodatna VIP helikoptera bila su planirana za 2009. godinu, ali je njihova nabava otkazana. U zračnoj bazi u Kabulu članovi Hrvatskog zrakoplovnog savjetodavnog tima provodili su obuku i obučavali afganistanske pilote helikoptera, zrakoplovne tehničare i letačke tehničare na helikopteru Mi-17.  Dva zrakoplova raspoređena su na Kosovo, sudjelujući u mirovnoj operaciji NATO-a. Remont 10 Mi-171Sh završen je 2017. godine.  Resursi helikoptera Mi-171Sh istječu 2026. i 2027. godine. Veliki problem su rezervni dijelovi za ove helikoptere i potrebna je skora zamjena. 
Hrvatska je 2016. godine od američke vojske dobila ukupno 16 helikoptera OH-58D Kiowa Warrior.  Donacija rabljenih helikoptera bila je vrijedna 14,5 milijuna dolara i pokrivala je nabavu 16 primjeraka Kiowa Warrior, tri simulatora i rezervnih dijelova. Obuka hrvatskih instruktora i osoblja za održavanje procijenjena je na 3,8 milijuna dolara, a osigurali su je certificirani civilni izvođači pod sredstvima SAD-a.  U 2020. godini Hrvatsko ratno zrakoplovstvo ostvarilo je punu operativnu sposobnost za projektile AGM-114 Hellfire na svojim helikopterima OH-58D Kiowa Warrior nakon što je prvi put naručilo projektile 2017. godine.  Tijekom trening leta iznad Jadranskog mora 2020. godine hrvatski OH-58D udario je u vodu i dva pilota su izgubila život. 
Hrvatska je do sada nabavila ukupno četiri helikoptera UH-60M Black Hawk u sklopu projekta opremanja Oružanih snaga Republike Hrvatske, koji je započeo u prosincu 2018. godine u suradnji s Američkom administracijom. Prva dva helikoptera donirala je američka vlada dodjelom bespovratnih sredstava u iznosu od 53 milijuna američkih dolara. Hrvatska je 2024. službeno kupila osam dodatnih helikoptera UH-60M Black Hawk; nakon njihove isporuke koja je planirana za 2028. godinu će ukupan broj flote Black Hawk u zemlji porasti na 12. Od 273,8 milijuna dolara za nabavku 8 Black Hawkova, Američka administracija je osigurala 51 posto, a preostalih 49 posto se Hrvatska obvezala platiti u trogodišnjem razdoblju od 2025. do 2027. godine.

## Struktura
- Zapovjednik Hrvatskog ratnog Zrakoplovstva
  - Zapovjedništvo HRZ
  - Dom Zapovjedništva
    - 91. zrakoplovna baza u Zagrebu
      - Zapovjedna satnija
      - 191. eskadrila borbenih aviona leteći na Dassault Rafale
      - 194. eskadrila višenamjenskih helikoptera leteći na UH-60M (94. zračna baza Lučko)
      - Zrakoplovno-tehnička bojna

    - 93. zrakoplovna baza u Zadru
      - Zapovjedna satnija
      - 395. eskadrila transportnih helikoptera na Mi-171Sh (95. zračna baza Divulje)
      - 392. eskadrila aviona leteći na PC-9M, Zlín 242L
      - 855. protupožarna eskadrila leteći na CL-415, AT-802A/F
      - 393. eskadrila helikoptera leteći na OH-58D i Bell 206B-3
      - Zrakoplovno-tehnička bojna

    - Bojna zračnog motrenja i navođenja (ZMIN) u 91. zračnoj bazi
      - Centar za nadzor zračnog prostora u Podvornici izvještava NATO-ov integrirani sustav protuzračne obrane CAOC Torrejón u Španjolskoj
      - Sektorski operativni centar u Splitu za koordinaciju s Hrvatskom obalnom stražom
      - Radarski stupovi Sljeme, Borinci, Papuk, Učka i planina Rota s radarima AN/FPS-117
      - Satnija za radio tehničko održavanje i potporu u 91. zračnoj bazi

    - Središte za obuku ratnog zrakoplovstva "Rudolf Perešin" u 93. zračnoj bazi

## Nabava zamjene za MiG-21
Iako je Hrvatsko ratno zrakoplovstvo još krajem 1990-ih doživljavalo MiG-21 kao zastarjeli lovac, proračunska ograničenja kontinuirano odgađaju konačnu odluku o nabavi novog tipa lovca. Kako Hrvatska više nije bila suočena s vojnom prijetnjom, započeli su ozbiljni razgovori s izraelskim tvrtkama o opsežnoj nadogradnji flote od 24 lovca MiG-21bis/UM na standard "Lancer 3" umjesto kupnje potpuno novog borbenog zrakoplova.
Iako su prvotne informacije upućivale na to da je takva odluka praktički konačna, dogovor nije postignut. Do kraja 2002. sva 24 MiG-21 su bila na kraju svog životnog vijeka i odlučeno je da se flota remontira i lagano nadogradi u Rumunjskoj. Prva eskadrila od 12 zrakoplova stoga je poslana na popravak 10-godišnjeg produljenja životnog vijeka u Aerostar, nakon čega je uslijedila druga eskadrila. No, nakon što je prva eskadrila stigla u Hrvatsku, nije bilo daljnjih koraka kako bi se obnovila druga eskadrila.
Kako je flota od 12 remontiranih MiG-21 prvotno trebala ostati aktivna samo do kraja 2011. godine, Hrvatska je već krajem 2008. godine razmatrala zamjenske zrakoplove. Predviđalo se da novi tip bude odabran do kraja 2009. i da prvi zrakoplov počne ulaziti u službu do 2011. godine. Takve planove dovela je u pitanje svjetska gospodarska kriza koja je teško pogodila hrvatsko gospodarstvo, a krajem 2010. službeno je objavljeno da se ne predviđa ulazak novih zrakoplova u službu.
Ministarstvo obrane konačno je u lipnju 2013. objavilo da će ukrajinska tvrtka Ukrspecexport Hrvatskoj isporučiti 8 jednosjeda i 4 dvosjeda nadograđena zrakoplova MiG-21. Zbog svog stanja, samo 7 od njih bit će obnovljeni hrvatski zrakoplovi, a preostalih 5 će biti rabljeni zrakoplovi koji su u vlasništvu Ukrspecexporta. Oni su trebali ostati u službi do kraja 2022., a odluka o zamjenskom tipu lovca trebala je biti donesena do kraja 2019. godine. 

### Ponovno pokretanje programa 2017.
U srpnju 2017. godine Ministarstvo obrane Republike Hrvatske objavilo je da je ponovno pokrenulo program nabave zamjenskih MiG-21 i uputilo zahtjev za dostavu ponuda za do 12 zrakoplova za pet zemalja: Grčkoj, Izraelu i Sjedinjenim Američkim Državama za General Dynamics F-16 Fighting Falcon, Švedskoj za Saab JAS 39 Gripen i Južnoj Koreji za KAI T-50 Golden Eagle. 
U listopadu 2017. ministarstvo je objavilo da je primilo četiri pisma namjere za do 18 zrakoplova iz Sjedinjenih Država, Izraela i Grčke koji nude različite varijante F-16, kao i Švedske koja nudi nepoznatu varijantu Saaba JAS 39 Gripen. Južna Koreja nije dala ponudu na natječaju. 
U studenom 2017. hrvatski mediji objavili su ponude iz Švedske za Saab JAS 39 Gripen, a Izrael za mješovitu flotu varijanti A/B i C/D General Dynamics F-16 Fighting Falcon odabrane su od četiri zaprimljena pisma namjere.  Prema izvješćima, američka ponuda je odbačena jer je bila preskupa, a F-16 Block 30 koji je ponudila Grčka odbačen je jer je previše zastario.  Daljnja izvješća insinuiraju da izraelska ponuda vodi prema najkonkurentnijoj cijeni, kao i otvara dodatne mogućnosti za obrambenu suradnju. 
Vlada Republike Hrvatske jednoglasno je 29. ožujka 2018. godine donijela odluku o nabavi 12 zrakoplova F-16 C/D Barak Block 30 iz Izraela za 2,9 milijardi kuna (oko 420 milijuna eura). Osim 12 zrakoplova, ugovor je uključivao dva simulatora letenja, obuku pilota i osoblja za održavanje u Izraelu, zrakoplovno naoružanje, paket rezervnih dijelova i opreme za zemaljsku potporu, izgradnju i prilagodbu infrastrukture te trogodišnju potporu, uključujući prisutnost izraelskih instruktora u Hrvatskoj. Prva dva mlažnjaka trebala su biti isporučena 2020., a ostali do 2022. 
Izraelski mediji su 6. prosinca 2018. izvijestili da je Trumpova administracija zaustavila posao s oružjem navodeći kao razlog da se Izrael odbija pridržavati američkih smjernica za prijenos oružja.  Prema smjernicama, sve modifikacije napravljene na zrakoplovima moraju se ukloniti prije dovršetka prijenosa vlasništva (tj. vratiti mlažnjake u tvorničke uvjete). Dužnosnici hrvatske vlade izjavili su da će Hrvatska prihvatiti samo zrakoplove koji su dogovoreni na natječaju. 
Kongres Sjedinjenih Američkih Država dao je 27. prosinca 2018. zeleno svjetlo za dovršetak posla o naoružanju pod uvjetom da se zrakoplovi vrate u tvorničke uvjete.
Večernji list je 29. prosinca 2018. izvijestio da je hrvatska vlada neslužbeno odustala od natječaja, ostavljajući Izraelu i Sjedinjenim Američkim Državama da riješe spor.
Dana 10. siječnja 2019. službeno je potvrđeno da je nabava propala.  Hrvatska Vlada najavila je da će službeno ukinuti natječaj od 14. siječnja 2019. godine.
Dana 2. travnja 2020., revidirani program zamjene MiG-21 odgođen je na neodređeno vrijeme zbog pandemije COVID-19. 

### Odabir Dassault Rafalea i umirovljenje MiG-21
Nakon hrvatskih parlamentarnih izbora 2020. godine, nova stara vlada na čelu s Andrejom Plenkovićem nastavila je program. U rujnu iste godine komisija koja se bavi akvizicijom objavila je da je primila četiri službene ponude za akviziciju; rabljeni izraelski F-16, rabljeni francuski Dassault Rafale, novi F-16V i novi švedski JAS Gripen C/D. Hrvatski ministar obrane Mario Banožić najavio je da će konačna odluka biti donesena do kraja 2020. godine. 
Krajem svibnja 2021. predsjednik Vlade Andrej Plenković najavio je kupnju dvanaest korištenih francuskih zrakoplova Dassault Rafale koji će zamijeniti lovce MiG-21.  Hrvatska je započela proces nabave 12 višenamjenskih lovaca Dassault Rafale (10 jednosjeda i 2 dvosjeda). Premijer Andrej Plenković izjavio je kako će se kupnjom značajno povećati sposobnosti ratnog zrakoplovstva.  Ugovor bi trebao biti vrijedan oko 999 milijuna eura (1,2 milijarde američkih dolara), a osim zrakoplova, pokrivat će i sustave naoružanja, rezervne dijelove, logistiku i obuku. 
Hrvatska je primila prvi od dvanaest borbenih zrakoplova Dassault Rafale iz Francuske 2. listopada, tijekom svečanosti u bazi francuskih zračnih i svemirskih snaga (Armée de l'Air et de l'Espace: AAE) u Mont-de-Marsan.  Dana 25. travnja 2024. godine 6 od 12 lovaca Dassault Rafale sletjelo je u zračnu bazu Pleso, što je za Hrvatsku označilo veliki skok u sposobnostima zračnog ratovanja. 
Dana 5. kolovoza 2024. godine, u sklopu proslave 29. obljetnice operacije Oluja, MiG-21 koji je vjerno služio Hrvatskom ratnom zrakoplovstvu više od tri desetljeća i koji je uveden u službu tokom najtežih dana Hrvatske nezavisnosti te time postao okosnica njegove borbene ruke, preletio je svoj zadnji, počasni let iznad Kninske tvrđave. Time dovodeći do kraja jednu etapu u Hrvatskom ratnom Zrakoplovstvu i Oružanim snagama u cijelosti. 

## Zrakoplovi

### Aktivni
| Slika                   | Zrakoplov                | Porijeklo                  | Tip                | Varijanta         | Aktivno           | Bilješke                       |
| Borbeni zrakoplov       | Borbeni zrakoplov        | Borbeni zrakoplov          | Borbeni zrakoplov  | Borbeni zrakoplov | Borbeni zrakoplov | Borbeni zrakoplov              |
| ----------------------- | ------------------------ | -------------------------- | ------------------ | ----------------- | ----------------- | ------------------------------ |
|                         | Dassault Rafale          | Francuska                  | Višenamjenski      | C/B F3R           | 12                | Modernizacija na F4.1 standard |
| Helikopteri             |                          |                            |                    |                   |                   |                                |
|                         | Bell OH-58 Kiowa Warrior | Sjedinjene Američke Države | Izvidničko-borbeni | OH-58D(R)         | 15                |                                |
|                         | Sikorsky UH-60           | Sjedinjene Američke Države | Višenamjenski      | UH-60M            | 4                 | Ukupno 12                      |
| Mi-171Sh                | Mil Mi-17                | Rusija                     | Transport          | Mi-171Sh          | 10                |                                |
| Trenažni zrakoplovi     |                          |                            |                    |                   |                   |                                |
|                         | Bell 206                 | Sjedinjene Američke Države | Trenažni           | 206B-3            | 8                 |                                |
|                         | Zlín Z 42                | Češka                      | Trenažni           | Z 242L            | 4                 |                                |
|                         | Pilatus PC-9             | Švicarska                  | Trenažni           | PC-9M             | 14                |                                |
| Protupožarni zrakoplovi |                          |                            |                    |                   |                   |                                |
| AT-802                  | Air Tractor AT-802       | Sjedinjene Američke Države | Protupožarni       | AT-802A/F         | 6                 |                                |
| CL-415                  | Canadair CL-415          | Kanada                     | Protupožarni       | CL-415            | 6                 | Ukupno 8                       |

### Umirovljeni
| Slika     | Zrakoplov               | Porijeklo       | Tip             | Varijanta         | Broj | Bilješke                                                                       |
| --------- | ----------------------- | --------------- | --------------- | ----------------- | ---- | ------------------------------------------------------------------------------ |
|           | Mikoyan-Gurevich MiG-21 | Sovjetski Savez | Lovac-presretač | MiG-21bis-D/UMD   | 40   | Umirovljen 5. kolovoza 2024. godine.                                           |
| An-32B    | Antonov An-32           | Sovjetski Savez | Transport       | An-32B            | 2    | Umirovljen 2014. godine.                                                       |
| An-2      | Antonov An-2            | Sovjetski Savez | Višenamjenski   | An-2              | 16   | Korišten za transport i kao improvizirani bombarder početkom Domovinskog rata. |
| UTVA 75   | UTVA 75                 | Jugoslavija     | Trenažni        | 75A21             | 11   | Početkom rata koristen za izvidanje i bombardiranje                            |
| Mil Mi-24 | Mil Mi-24               | Sovjetski Savez | Jurišni         | Mi-24D/V          | 12   | Umirovljen 2005. godine.                                                       |
| Mi-8      | Mil Mi-8                | Sovjetski Savez | Transport       | Mi-8MTV-1/T/PS-11 | 36   | 14 helikoptera poslanih Ukrajini 2023. godine                                  |

## Municija
| Ime rakete       | Tip Rakete         | Verzija   | Platforma |
| ---------------- | ------------------ | --------- | --------- |
| Meteor           | Raketa zrak-zrak   |           | Rafale    |
| MICA             | Raketa zrak-zrak   | RF/EM, IR | Rafale    |
| SCALP-EG         | Krstareća raketa   |           | Rafale    |
| AASM Hammer      | Raketa zrak-zemlja |           | Rafale    |
| AGM-114 Hellfire | Raketa zrak-zemlja | M36, R    | OH-58D    |
| Hydra 70         | Raketa             |           | OH-58D    |
| S-8              | Raketa             |           | Mi-171Sh  |

## Zrakoplovne nesreće
- 4. studenog 1991. greškom je oboren Mi-8 (HT-40) iznad zrakoplovne baze Lučko.
- 9. studenog 1991. pri polijetanju se srušio An-2 (YU-BKB).
- 2. prosinca 1991. kod Otoka oboren je An-2 (YU-BOP). Poginuli su pripadnici Samostalnog zrakoplovnog voda Osijek pukovnik Marko Živković, pukovnik Mirko Vukušić te padobranaci Ante Plazibat i Rade Griva.
- 26. siječnja 1992. na trenažnom letu srušio se An-2 (YU-BOF), poginuli su piloti Branko Fridel, Bojan Vojvoda, Mladen Škalica te mehaničar Boris Kekez i padobranac Davor Šabić.
- 24. lipnja 1992. oboren je MiG-21 (broj 101) između Dervente i Prnjavora u BiH, poginuo je pilot pukovnik Ante Radoš.
- 14. rujna 1993. kod Vrginmosta srušen je MiG-21 (broj 103) – ‘Osvetnik Vukovara’ pri čemu je poginuo pilot Miroslav Peris.
- U siječnju 1994. pri transportu s Mi-8 izgubljen je helikopter MD 500.
- 12. travnja. 1995. kod Đakova se tijekom vježbe srušio MiG-21 (broj 104) pri čemu je poginuo pilot Zlatko Mejaški.
- 2. svibnja 1995.  kod Bosanske Gradiške oboren je MiG-21 (broj 119). Pilot Rudolf Perešin se uspješno katapultirao, njegovi posmrtni ostaci predani su nakon rata.
- 8. rujna 1995. tijekom borbenog djelovanja kod Šipova srušio se Mi-24 (H-309), pilote je spasio drugi helikopter iz para. Helikopter je uništen da se izbjegne zarobljavanje.
- 22. studenog 1995. zbog smrzavanja rotora srušio se Mi-8 (H-205).
- 14. kolovoza 1996. kod Velike Gorice na povratku sa zadaće pao je MiG-21 (broj 109). pri čemu je poginuo pilot Ivan Bosnar.
- 16. listopada 1997. pri lebdenju srušio se helikopter Bell 206 (H-601).
- 12. veljače 1998. srušio se Bell 206 (H-609) i usmrtio osobu na tlu.
- 18. rujna 1997. zbog gubitka orijentacije srušio se helikopter Mi-8 (H-253).
- 20. srpnja 2004. dogodila nesreća s helikopterom Mi-8 u splitskim Divuljama, kada se helikopter pri slijetanju nekontrolirano srušio s nekoliko metara visine, udario o tlo i prevrnuo se. Četveročlana posada helikoptera zadobila je lakše tjelesne ozljede.
- 2. rujna 2004. na Hvaru se srušio AT-802 (broj 891) nakon što je udario u stablo.
- 9. srpnja 2007. u padu helikoptera Mi-8 (H-253) u vojarni 204. brigade u Vukovaru poginule su tri osobe, a ozlijeđeno je sedam osoba. Nedugo nakon uzlijetanja helikopter Mi-8 je s visine od pedesetak metara pao na parkirano vozilo vojne policije.
- 23. rujna 2010. tijekom izvođenja vježbe na vojnom poligonu "Eugen Kvaternik" na Slunju, na području sjeverno iznad Plaškog, dva zrakoplova tipa MiG-21 (brojevi 108 i 120) sudarila su se u zraku na oko pet tisuća metara visine. Oba pilota su se uspješno katapultirala i preživjeli nesreću.
- 25. lipnja 2011. na Braču se prilikom gašenja požara srušio AT-802 (broj 894).
- 5. kolovoza 2014. MiG-21 se srušio pored Velike Gorice prilikom neuspješnog pokušaja slijetanja nakon letačkog programa povodom Dana pobjede i domovinske zahvalnosti.
- 27. siječnja 2020. u Zlarinskom kanalu, pored mjesta Zablaće u padu helikoptera OH-58D Kiowa Warrior, broj 327, smrtno su stradali piloti bojnik Marin Klarin i natporučnik Tomislav Baturina.[50]
- 7. svibnja 2020. u mjestu Donje Biljane, grad Benkovac, u padu školskog aviona Zlin 242L, broj 403, smrtno su stradali instruktor letenja natporučnik Marko Novković (također pripadnik akro grupe Krila Oluje) i polaznik letačke selekcijske obuke poručnik Luka Jagatić.[51]
- 6. prosinca 2022. kod Daruvara pao MiG-21UMD, broja 164, oba pilota su se katapultirala[52][53]